# Мускулус, Андреас
Андреас Мускулус (лат. Andreas Musculus; 29 ноября 1514, Шнеберг, Саксония — 29 сентября 1581, Франкфурт-на-Одере) — немецкий лютеранский теолог. Фамилия Musculus — латинизированная форма Meusel.

## Биография
Обучался в Лейпциге и Виттенберге. Он стал профессором в университете Франкфурта-на-Одере. Как богослов он был гнесиолютеранином и выступал против Интерима, полемизировал с Андреасом Озиандером, Франческо Станкаро, Филиппом Меланхтоном и Жаном Кальвином
Мускулус был одним из соавторов «Формулы Согласия». Он был также одним из самых значительных защитников почитания Святых Даров в раннем лютеранстве. Его главная работа над эту тему: «Propositiones de vera, reali et substantiali praesentia, Corporis & Sanguinis Iesu Christi in Sacramento Altaris, Francofordiae ad Oderam, 1573». Является автором литургических текстов, в которых подчёркивается подлинное присутствие Плоти и Крови Иисуса Христа в Причастии.